# 別林斯基區

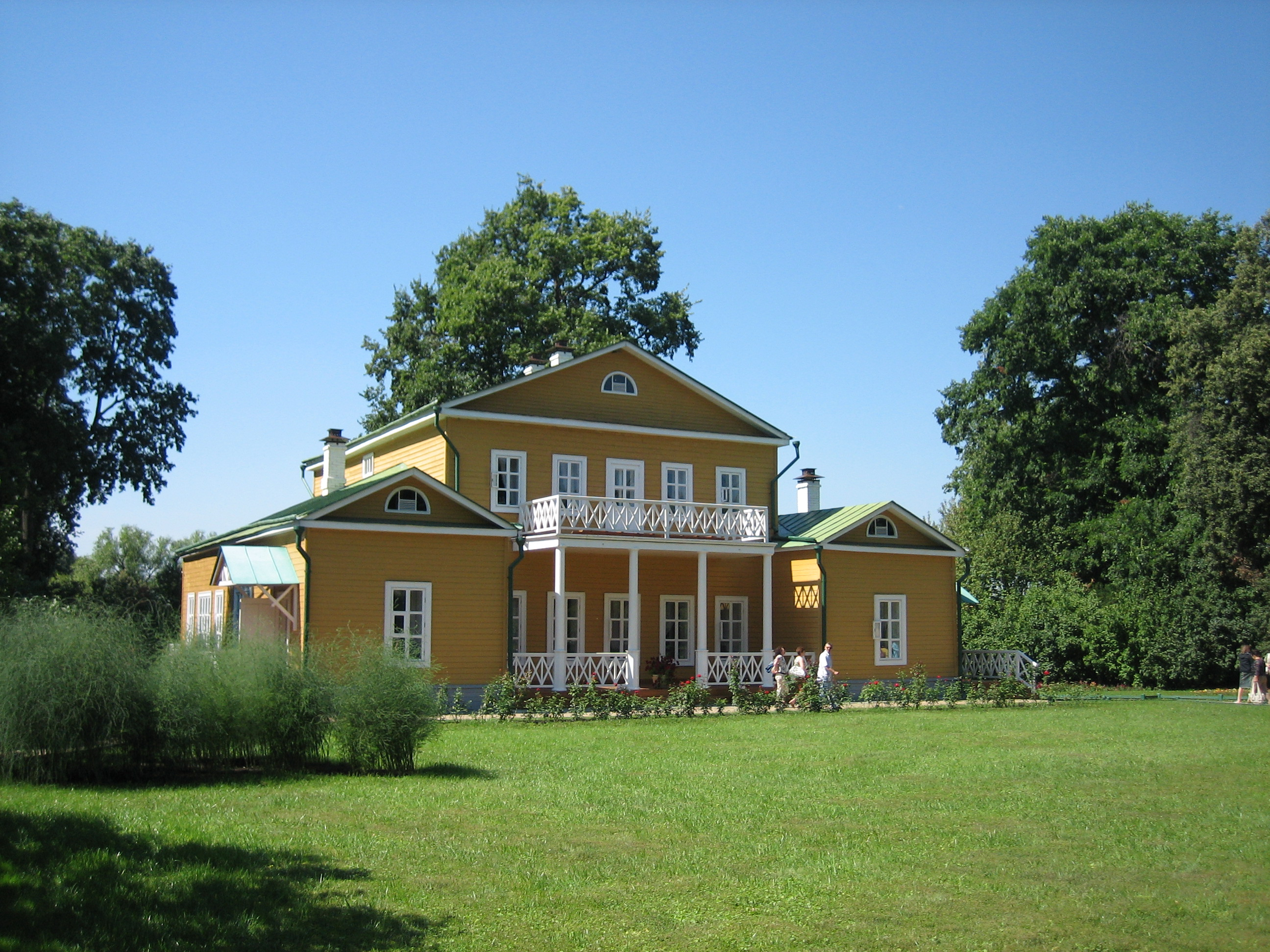

52°58′N 43°25′E / 52.967°N 43.417°E
別林斯基區（俄语：Белинский район），是俄羅斯的一個區，位於該國西南部，由奔薩州負責管轄，面積2,124平方公里，2010年該地區人口28,881，人口密度每平方公里13.6人。